# I-154 (tàu ngầm Nhật)
I-54 (伊号第五四潜水艦  I-gō Dai-gojūyon sensuikan), nguyên là Tàu ngầm số 77, sau đổi tên thành I-154 (伊号第五四潜水艦 I-gō Dai-Hyaku-gojūyon sensuikan), là một tàu ngầm tuần dương  Lớp Kaidai thuộc lớp phụ IIIA nhập biên chế cùng Hải quân Đế quốc Nhật Bản vào năm 1927. Trong Chiến tranh Thế giới thứ hai, nó đã thực hiện ba chuyến tuần tra và hỗ trợ cho chiến dịch xâm chiếm Malaya vào tháng 12, 1941 và Đông Ấn thuộc Hà Lan vào đầu năm 1942. Sau đó nó phục vụ như một tàu huấn luyện cho đến khi bất hoạt vào tháng 1, 1944. Con tàu đầu hàng lực lượng Đồng Minh khi xung đột kết thúc vào tháng 8, 1945, và sau đó bị đánh chìm như như mục tiêu vào năm 1946.

## Thiết kế và chế tạo

### Bối cảnh
Sau Chiến tranh Thế giới thứ nhất, Bộ tham mưu Hải quân Đế quốc Nhật Bản bắt đầu cân nhắc chiến tranh tàu ngầm như một thành phần chiến lược của hạm đội, dựa trên thành công của các cường quốc hải quân khi bố trí tàu ngầm tuần dương tầm xa để đánh phá tàu buôn trong Thế Chiến I. Các nhà chiến lược Nhật Bản nhận ra khả năng sử dụng tàu ngầm để trinh sát tầm xa, cũng như trong cuộc chiến tranh tiêu hao chống lại một hạm đội đối phương tiếp cận Nhật Bản. Họ đã sở hữu hai tàu ngầm lớn có tầm hoạt động xa, I-52 và I-52 trong khuôn khổ Chương trình Hạm đội 8-6, khi họ nhận được bảy tàu U-boat của Hải quân Đế quốc Đức vào ngày 20 tháng 6, 1919 như là chiến lợi phẩm sau khi Thế Chiến I kết thúc, Hải quân Nhật bắt đầu xem xét lại các khái niệm thiết kế tàu ngầm của họ. Phía Nhật Bản nhanh chóng thuê hàng trăm kỹ sư, kỹ thuật viên tàu ngầm và sĩ quan U-boat đang thất nghiệp sau khi Đế quốc Đức thua trận, và đưa họ đến Nhật Bản theo hợp đồng kéo dài năm năm. Nhật Bản cũng phái các đại biểu đi sang Cộng hòa Weimar để tích cực mua lại nhiều bằng sáng chế.

### Thiết kế
Những tàu ngầm Lớp Kaidai IIIA là những tàu ngầm hạm đội Nhật Bản đầu tiên được chế tạo hàng loạt.  Phần lớn dựa trên kiểu Kaidai II với chiếc I-52 duy nhất được chế tạo, với thân tàu vỏ kép được gia cố, thiết kế của lớp còn chịu ảnh hưởng bởi U-125, chiếc tàu ngầm Đức chiến lợi phẩm lớn nhất mà họ sở hữu.
Chúng có trọng lượng choán nước 1.800 tấn Anh (1.829 t) khi nổi và 2.300 tấn Anh (2.337 t) khi lặn, lườn tàu có chiều dài 100 m (328 ft 1 in) và mạn tàu rộng 8 m (26 ft 3 in) và mớn nước sâu 4,82 m (15 ft 10 in). Thủy thủ đoàn đầy đủ bao gồm 60 sĩ quan và thủy thủ. Thân tàu có kích thước tương tự chiếc I-52, nhưng lớp vỏ trong chịu áp lực dày hơn cho phép nó lặn đến độ sâu 60 m (200 ft). Thể tích bên trong tàu nhỉnh hơn nhờ mặt cắt con tàu có hình thang, nên trọng lượng choán nước tăng thêm 300 tấn. Những khác biệt bên ngoài bao gồm một bộ cắt lưới chống tàu ngầm trước mũi và một vòng O để cứu kéo.
Sulzer tiếp tục được chọn là nhà cung cấp động cơ diesel, với tính năng được cải thiện đôi chút so với I-52. Chúng di chuyển trên mặt nước nhờ hai động cơ diesel 3.400 mã lực phanh (2.535 kW), mỗi chiếc vận hành một trục chân vịt. Khi lặn, mỗi trục được vận hành bởi một động cơ điện 900 mã lực (671 kW). Con tàu có thể đạt tốc độ tối đa 20 hải lý trên giờ (37 km/h; 23 mph) khi nổi và 8 hải lý trên giờ (15 km/h; 9,2 mph)khi lặn. Khi Kaidai IIIA di chuyển trên mặt nước nó đạt tầm xa hoạt động 10.000 hải lý (19.000 km; 12.000 mi) ở tốc độ 10 hải lý trên giờ (19 km/h; 12 mph), và có thể lặn xa 90 nmi (170 km; 100 mi) ở tốc độ 3 hải lý trên giờ (5,6 km/h; 3,5 mph).
Lớp Kaidai IIIA có tám ống phóng ngư lôi 53,3 cm (21,0 in), gồm sáu ống trước mũi và hai ống phía đuôi; mỗi ống mang theo một quả ngư lôi nạp lại, nên mang tổng cộng 16 ngư lôi. Chúng cũng trang bị một 12 cm (4,7 in)/45 caliber trên boong tàu.

### Chế tạo
Thoạt tiên mang tên Tàu ngầm số 77 (第七十七号潜水艦 Dai-nanajunana-gō sensuikan), con tàu được đổi tên thành I-54 (伊号第五四潜水艦 I-gō Dai-gojūyonsensuikan) vào ngày 1 tháng 11, 1924 trước khi được đặt lườn tại Xưởng vũ khí Hải quân Sasebo ở Sasebo vào ngày 15 tháng 11, 1924. Chiếc tàu ngầm được hạ thủy vào ngày 15 tháng 3, 1926, rồi hoàn tất và nhập biên chế vào ngày 15 tháng 12, 1927.

## Lịch sử hoạt động

### 1928 - 1941
Khi nhập biên chế, I-54 được phân về Quân khu Hải quân Kure, và gia nhập Đội tàu ngầm 18, thoạt tiên là một đơn vị dự bị. Đội sau đó được phối thuộc cùng Hải đội Tàu ngầm 2, trực thuộc Đệ Nhị hạm đội, nằm trong thành phần Hạm đội Liên hợp, vào ngày 1 tháng 2, 1928. Đến ngày 1 tháng 12, 1930, đội được điều sang Đội Phòng thủ Kure thuộc Quân khu Hải quân Kure, rồi đến ngày 1 tháng 12, 1931 lại có một lượt phục vụ cùng Hải đội Tàu ngầm 2 thuộc Đệ Nhị hạm đội.
Lúc 13 giờ 48 phút ngày 10 tháng 2, 1932, trong khi Đội tàu ngầm 18 đang cơ động thực hành hạm đội ngoài khơi Kyūshū ở vị trí khoảng 20 nmi (37 km) về phía Nam hải đăng Odate Shima, I-54 gặp trục trặc bánh lái. Nó giảm tốc độ xuống còn 3 kn (5,6 km/h), nhưng vẫn không tránh khỏi húc phải tàu chị em I-55, bị hư hại mũi tàu và ngập một khoang kín nước.  Nó đi đến Sasebo để sửa chữa mất khoảng một tuần,  và sau đó nó được đưa về hạm đội dự bị tại Kure. 
Trong giai đoạn từ tháng 2, 1932 đến tháng 2, 1934, Đội tàu ngầm 18 lần lượt phục vụ cùng Hải đội Tàu ngầm 2 thuộc Đệ Nhị hạm đội, rồi quay lại Đội Phòng thủ Kure thuộc Quân khu Hải quân Kure vào ngày 15 tháng 11, 1933, rồi chuyển sang Hải đội Bảo vệ Kure thuộc Quân khu Hải quân Kure vào ngày 11 tháng 12, 1933, trước khi có một lượt phục vụ thứ ba cùng Hải đội Tàu ngầm 2 thuộc Đệ Nhị hạm đội vào ngày 1 tháng 2, 1934. Lịch sử hoạt động của I-54 trong giai đoạn này không rõ; một nguồn cho rằng nó được giữ lại thành phần dự bị tại Kure. Các nguồn khác cho rằng vào ngày 29 tháng 6, 1933, I-54 đã cùng với các tàu ngầm khác thuộc Đội tàu ngầm 18: I-53 và I-55, và Đội tàu ngầm 19 bao gồm các chiếc I-56, I-57 và I-58, khởi hành từ Sasebo cho một đợt huấn luyện ngoài khơi Trung Quốc và Mã Công thuộc quần đảo Bành Hồ, và khi kết thúc đã đi đến Cao Hùng, Đài Loan vào ngày 5 tháng 7, 1933. Họ rời Cao Hùng vào ngày 13 tháng 7 để tiếp tục huấn luyện tại vùng biển Trung Quốc rồi quay trở lại vịnh Tokyo vào ngày 21 tháng 8. Đến ngày 25 tháng 8, cả sáu chiếc tàu ngầm đều đã tham gia cuộc duyệt binh hạm đội tại Yokohama.
I-54 khởi hành từ Sasebo vào ngày 7 tháng 2, 1935, để cùng tám tàu ngầm khác thuộc Hải đội Tàu ngầm 2; I-53, I-55, I-59, I-60, I-61, I-62, I-63 và I-64, cho một chuyến đi huấn luyện tại khu vực quần đảo Kuril. Chuyến đi kết thúc khi họ đến vịnh Sukumo, Shikoku vào ngày 25 tháng 2, 1935. Chín chiếc tàu ngầm đã rời Sasebo vào ngày 29 tháng 3, 1935 để huấn luyện tại vùng biển Trung Quốc, và quay trở lại Sasebo vào ngày 4 tháng 4, 1935. Đến ngày 15 tháng 11, 1935, Đội tàu ngầm 18 được điều động sang Hải đội Tàu ngầm 1 trực thuộc Đệ Nhất hạm đội, nằm trong thành phần Hạm đội Liên hợp.
I-54 được đưa về thành phần dự bị tại Kure từ ngày 1 tháng 11, 1937 đến cuối tháng 3, 1938. Vào ngày 15 tháng 11, 1939, Đội tàu ngầm 18 được điều sang Hải đội Tàu ngầm 4 trực thuộc Đệ Nhất hạm đội, và đến ngày 15 tháng 11, 1940, Hải đội Tàu ngầm 4 được đặt dưới quyền điều động trực tiếp của Hạm đội Liên hợp. I-54 lại được đưa về thành phần dự bị tại Kure vào ngày 19 tháng 6, 1941, rồi quay trở lại phục vụ hiện dịch từ ngày 15 tháng 8, 1941.

### 1941 - 1942
Khi lực lượng Hải quân Nhật Bản bắt đầu được huy động để chuẩn bị cho cuộc xung đột tại Thái Bình Dương, I-53, I-54 và I-55 khởi hành từ Kure vào ngày 20 tháng 11, 1941 để hướng sang Samah (nay là Tam Á) trên đảo Hải Nam, Trung Quốc, đến nơi vào ngày 26 tháng 11. Chúng rời Samah vào ngày 1 tháng 12 để hỗ trợ cho chiến dịch xâm chiếm Mã Lai thuộc Anh,  đi đến khu vực tuần tra trong biển Đông về phía Bắc quần đảo Anambas vào ngày 7 tháng 12.

#### Chuyến tuần tra thứ nhất
Xung đột chính thức bắt đầu vào ngày 8 tháng 12, (7 tháng 12 bên kia đường đổi ngày), khi Hải quân Nhật bất ngờ tấn công căn cứ Trân Châu Cảng của Hải quân Hoa Kỳ, và Nhật Bản cũng bắt đầu xâm chiếm Malaya vào ngày hôm đó. I-54 cùng với I-55 hình thành nên tuyến tuần tra trong biển Đông về phía Đông Bắc Kuantan, Malaya. Đến sáng sớm ngày 14 tháng 12, 1941, tàu ngầm Hà Lan HNLMS K XII phát hiện tiếng chân vịt, và đến 11 giờ 00 trông thấy một kính tiềm vọng bên mạn phải tàu. K XII đổi hướng để tìm cách húc đối thủ, tiếp cận vị trí nghi ngờ ở khoảng cách 100 m (109 yd) khi kính tiềm vọng lại xuất hiện phía bên mạn trái tàu. K XII từ bỏ ý định húc đối thủ và rút lui. Mục tiêu của K XII có thể là I-54, I-55 hoặc I-56. Sau chuyến tuần tra mà không bắt gặp mục tiêu nào, I-54 quay về căn cứ tại vịnh Cam Ranh, Đông Dương thuộc Pháp vào ngày 20 tháng 12.

#### Chuyến tuần tra thứ hai
Cùng với tàu chị em I-53, I-54 rời vịnh Cam Ranh vào ngày 29 tháng 12 cho chuyến tuần tra tiếp theo. Cả hai đều chịu hư hại bởi sóng to do biển động mạnh, nên phải quay trở lại vịnh Cam Ranh để sửa chữa, và lên đường vào ngày 12 tháng 1, 1942 để tiếp tục chuyến tuần tra tại khu vực ngoài khơi Singapore. Nó quay về căn cứ vịnh Cam Ranh vào ngày 21 tháng 1.

#### Chuyến tuần tra thứ ba
I-54 cùng với I-53 rời vịnh Cam Ranh vào ngày 7 tháng 2, 1942 cho chuyến tuần tra thứ ba, nhằm hỗ trợ từ xa cho chiến dịch xâm chiếm Đông Ấn thuộc Hà Lan. Sau khi lực lượng Nhật Bản đổ bộ thành công lên Java và Sumatra vào ngày 8 tháng 2, I-54 được lệnh chuyển đến khu vực quần đảo Anambas vào ngày hôm sau. Nó băng qua eo biển Lombok giữa Bali và Lombok vào ngày 13 tháng 2 để đi vào Ấn Độ Dương, và tuần tra tại khu vực phía Nam eo biển Sunda giữa Java và Sumatra từ ngày 20 tháng 2. Vào ngày 24 tháng 2, ở phía Nam [[eo biển Sunda, nó phóng ngư lôi tấn công một tàu chở dầu Đồng Minh, nhưng không trúng đích. Đến ngày 1 tháng 3, nó lại tấn công một tàu buôn lớn ngoài khơi Tjilatjap, Java, nhưng vẫn không thành công.
Trong chuyến tuần tra này, I-54 tự nhận đã đánh chìm hai tàu buôn Đồng Minh, và một số nguồn ghi công nó đã đánh chìm tàu chở hàng Hà Lan Modjokerto (8.806 tấn) trong đợt tấn công vào ngày 1 tháng 3. Tuy nhiên các nguồn khác cho rằng Modjokerto bị đánh chìm bởi tàu ngầm I-58 hoặc tàu tuần dương hạng nặng Chikuma. I-54 kết thúc chuyến tuần tra khi về đến vịnh Staring gần Kendari, Celebes vào ngày 7 tháng 3.

### 1942 – 1945
Hải đội Tàu ngầm 4 được giải thể vào ngày 10 tháng 3, 1942, và Đội tàu ngầm 18 được điều động về Đơn vị Phòng vệ Kure tại vùng biển nhà. I-53, I-54 và I-55 rời vịnh Staring vào ngày 16 tháng 3 và về đến Kure vào ngày 25 tháng 3, nơi chúng đảm nhiệm vai trò tàu huấn luyện. Vào ngày 20 tháng 5, 1942, I-54 được đổi tên thành I-154, và từ ngày 1 tháng 12, 1943, nó đảm nhiệm vai trò soái hạm của Đội tàu ngầm 18.
Vào tháng 12, 1943, I-154 được sơn lại theo sơ đồ ngụy trang thử nghiệm, khi được phủ một lớp sơn xám đậm ánh xanh lên các mặt tháp chỉ huy và phía trên thân tàu, vốn chịu ảnh hưởng bởi chiếc U-boat Đức U-511 được Nhật Bản mua năm 1943 và đổi tên thành Ro-500. I-154 sau đó tham gia giai đoạn đầu một thử nghiệm ngụy trang của Trường Tàu ngầm Hải quân trong biển nội địa Seto vào ngày 5 tháng 1, 1944, nhằm xác định hiệu quả của màu sơn để tránh bị phát hiện bởi hạm tàu nổi hay máy bay. Thử nghiệm này đã không thành công.
Khi Đội tàu ngầm 18 được giải thể vào ngày 31 tháng 1, 1944, I-154 được cho xuất biên chế đưa về lực lượng dự bị. I-153 bị bỏ không tại Kure khi Nhật Bản chấp nhận đầu hàng vào ngày 15 tháng 8, 1945, giúp chấm dứt vĩnh viễn cuộc xung đột. Sau chiến tranh I-154 đầu hàng lực lượng Đồng Minh và rút tên khỏi đăng bạ vào ngày 20 tháng 11, 1945.
Nó nằm trong số 17 tàu ngầm được sử dụng như mục tiêu thực hành tác xạ, và bị hỏa lực từ các tàu khu trục Australia HMAS Quiberon và tàu sà lúp Ấn Độ HMIS Sutlej đánh chìm trong biển nội địa Seto vào ngày 8 tháng 5, 1946, trong khuôn khổ Chiến dịch Bottom.